# Otto III av Brandenburg

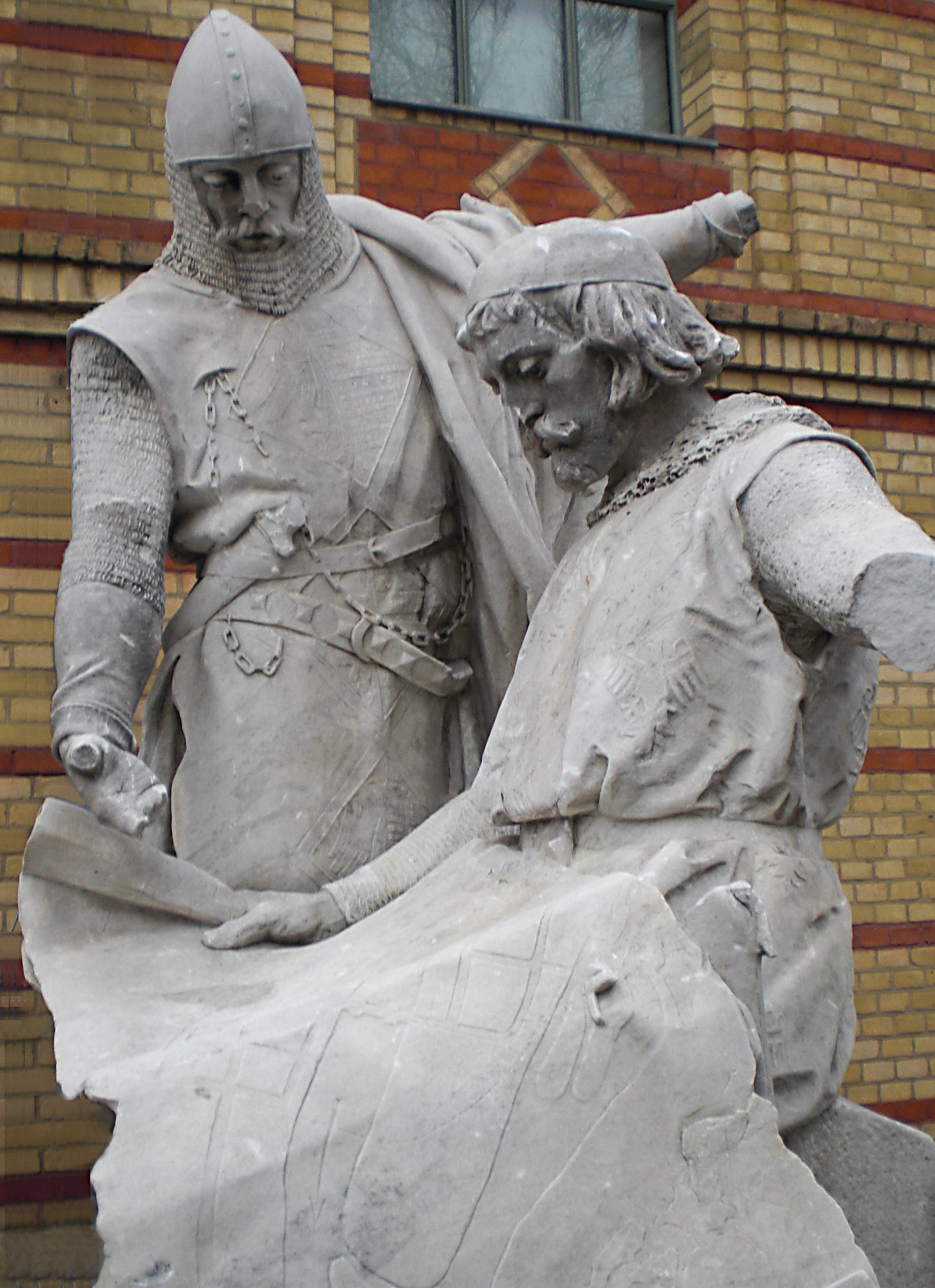
Otto III (stående) och brodern Johan I, avbildade som grundare av Berlin och Cölln. Skulpterad av Max Baumbach år 1900 och ursprungligen uppställd på Siegesallee. Idag finns statyn i Zitadelle Spandau.

Otto III av Brandenburg, även kallad Otto den fromme, född 1215, död 9 oktober 1267 i Brandenburg an der Havel, var regerande markgreve av Markgrevskapet Brandenburg tillsammans med sin äldre bror Johan I av Brandenburg från 1220 till broderns död 1266, och därefter ensam regent till sin egen död påföljande år.

## Biografi

### Uppväxt och förmyndarregering

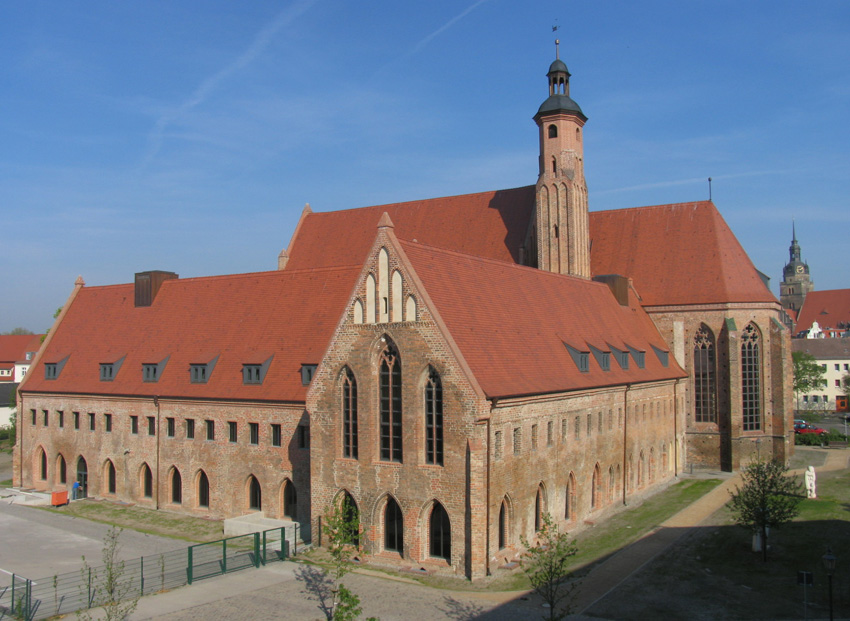
Det senare Sankt Pauli-klostret i Brandenburg an der Havel var under första halvan av 1200-talet platsen för det markgrevliga residenset, där Otto III avled 1267.

Otto och Johan var vid faderns död 1220 endast 5 respektive 7 år gamla. Kejsaren Fredrik II överförde sitt förmyndarskap som länsherre på ärkebiskopen Albrekt I av Magdeburg, medan greven Henrik I av Anhalt, deras fars kusin och närmaste släkting på manssidan, blev förmyndare för de unga markgrevarna. Deras mor, grevinnan Mathilde, köpte 1221 länsförmyndarskapet av ärkebiskop Albrekt, och regerade tillsammans med Henrik av Anhalt i sina söners namn. De påföljande åren kännetecknades av maktkamp mellan hertigen Albrekt I av Sachsen, som försökte utnyttja situationen i Brandenburg, och Henrik av Anhalt, Mathilde och hennes svåger Henrik V av Braunschweig på den andra sidan, innan kejsaren Fredrik II satte stopp för stridigheterna. Efter moderns död 1225 regerade bröderna formellt i sitt eget namn, och slogs till riddare i Brandenburg Neustadt 1231, vilket i praktiken utgjorde deras myndighetsdatum.

### Teltowkriget och östexpansion
Ottos och Johans tid som markgrevar kännetecknas av Brandenburgs territoriella expansion österut, under den period som i tysk historia betecknas som Ostsiedlung. Under deras tid grundades och utvidgades flera av de viktiga medeltida städerna i Brandenburg, bland andra Berlin, Cölln, Spandau, Prenzlau och Frankfurt an der Oder. 
De sista delarna av Barnim och södra Uckermark blev 1230 respektive 1245 del av markgrevskapet Brandenburg. Den 20 juni 1236 förvärvade Johan I och Otto III Stargards län, Beseritz och Wustrow från hertig Vartislav III av Pommern genom fördraget i Kremmen. Samma år påbörjade markgrevarna uppförandet av Stargards slott för att säkra huset Askaniens nya territorier i norr.
Staden Köpenick, sprevanernas gamla huvudstad vid sammanflödet av floderna Spree och Dahme och idag en stadsdel i östra Berlin, hörde trots det korta avståndet till dubbelstäderna Berlin-Cölln inte vid denna tid till markgrevskapet Brandenburg utan till markgrevskapet Meissen. Först efter ett sjuårigt krig mellan huset Askanien och huset Wettin  blev 1245 Köpenick del av Brandenburg, tillsammans med den wettinska staden och borgen i Mittenwalde söder om Berlin. Därefter fortsatte markgrevarna att utöka sina territorier österut, och 1249 blev Lebuser Land fram till Oder också del av Brandenburg.
Genom fördraget i Landin 1250 avträdde hertigarna av Pommern norra delen av Uckermark till Brandenburg, i utbyte mot hälften av Wolgasts län. Wolgast hade förts med som hemgift av Johan I:s första fru Sofie av Danmark (död 1247). 
Johan I och Otto III fortsatte under 1250-talet att utvidga Brandenburgs gräns österut genom landförvärv, till floden Drawa (Drage) i öster och till floden Parsęta (Persante) i norr. 1257 grundade Johan I staden Landsberg an der Warthe 80 kilometer nordost om Frankfurt an der Oder, som gränsbefästning österut mot den polska borgen i Santok. 1261 köpte markgrevarna staden Soldin (Myślibórz) från Tempelherreorden, och därefter blev Soldin administrativt centrum för de nya territorierna öster om Oder, vilka senare kom att kallas Neumark. För att konsolidera sina stora territoriala erövringar och förvärv lät Johan I och Otto III grunda många nya kloster och städer i området. 
Efter den tyske kungen Vilhelm II av Hollands död 1256 var Otto en av kandidaterna att väljas till kung av Tyskland och tysk-romersk kejsare. Istället valdes de två rivaliserande kungarna Alfons X av Kastilien och Richard av Cornwall 1257.

### Delning av Brandenburg

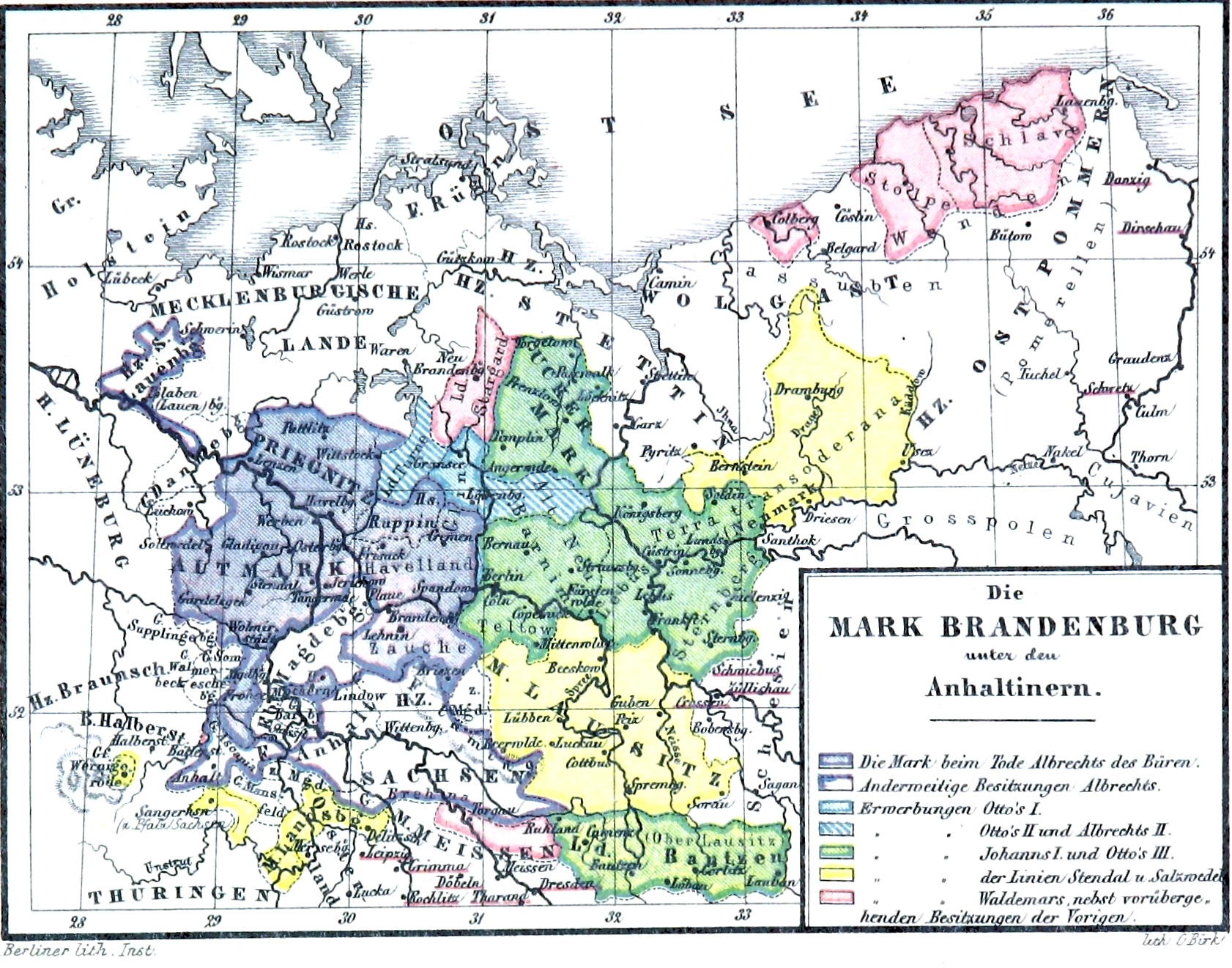
Markgrevskapet Brandenburgs expansion under huset Askanien. Landvinningar under Johan I och Otto III är markerade i grönt.

Bröderna samregerade Brandenburgs territorium fram till 1258, då markgrevskapet delades i två delar. Johan I fick Stendal och Altmark, som vid denna tid fortfarande sågs som markgrevskapets ursprungliga kärnland, samt Havelland och Uckermark, och grundade därmed linjen Brandenburg-Stendal av huset Askanien. Otto III styrde över Spandau, Salzwedel, Barnim, Lebuser Land och Stargard, och grundade linjen Brandenburg-Salzwedel. Bröderna fortsatte dock att representera Brandenburg tillsammans och även under deras ättlingar kom både Johans och Ottos efterlevande att erkännas som markgrevar och medregenter av Brandenburg. 
Otto avled i Brandenburg an der Havel 1267 och begravdes i dominikanerklostret i Strausberg, som han instiftat 1252.
Genom Valdemar av Brandenburg återförenades sedermera de båda linjerna 1317, efter att linjen Brandenburg-Salzwedel dött ut, men kort därefter utslocknade även Brandenburg-Stendallinjen och hela huset Askaniens brandenburgska gren på manssidan 1320, varefter huset Wittelsbach förlänades med markgrevetiteln.

### Roll i Berlins grundande
Johan I och Otto III betecknas ofta som Berlins grundare, men de äldsta kända arkeologiska spåren av en marknadsbosättning där staden Berlins historiska centrum idag ligger är redan från slutet av 1100-talet. Under Otto III och Johan I byggdes bosättningen ut och befästes, enligt historikern Adriaan von Müller som ett led i huset Askaniens strävan att konkurrera med den wettinska befästa bosättningen i Köpenick strax uppströms om Berlin. Under perioden 1220 till 1230 påbörjades bygget av Nikolaikyrkan som är det historiska Berlins äldsta kyrka. Omkring år 1250 grundades Berlins franciskanerkloster, Graues Kloster. Markgrevarna gav också Berlin och Cölln stadsrättigheter efter förlaga från Brandenburg an der Havel.
Under Otto III och Johan I grundades även Tempelherreordens byar i Tempelhof, Marienfelde, Mariendorf och Rixdorf som var underställda komturen i Tempelhof. Tempelriddarna bevakade handelsrutten över Teltowplatån mellan vadstället över Spree och vägen mot Halle. Efter att Köpenick 1245 tillfallit Brandenburg i Teltowkriget övertogs dess ledande roll i regionen av Berlin-Cölln.
Året 1237, då staden Cölln för första gången omnämns i ett dokument, har i modern tid firats som Berlins grundandeår, bland annat genom stora jubileumsfiranden 1937 och 1987.

## Familj
Otto var andre son till markgreven Albrekt II av Brandenburg och hans hustru Mathilde av Lausitz, och därmed på mödernet barnbarn till greven Konrad II av Groitzsch av huset Wettin.
Otto gifte sig 1243 med prinsessan Beatrix (Božena), dotter till kung Václav I av Böhmen. I och med bröllopet tillföll Bautzen i Oberlausitz Brandenburg. Deras efterkommande utgjorde den ottoniska linjen, utslocknad 1317, av markgrevarna av huset Askanien, medan brodern Johan I grundade den johannitiska linjen, utslocknad 1320.
Ottos och Beatrix barn var:
- Johan III av Prag (1244–1268)
- Otto V  (omkr. 1246–1298)[4]
- Albrekt III (omkr. 1250–1300)
- Otto VI "den lille" (omkr. 1255–1303)
- Kunigunde (död omkring 1292)

1. gift 1264–1269 med hertig Bela av Slavonien
2. gift 1273 med hertig Walram V av Limburg (?–1280)

- Mathilde (död 1316), gift 1266 med hertig Barnim I av Pommern (omkr. 1218–1278)